# اوگو روشا
اوگو روشا (پرتغالی: Hugo Rocha؛ زادهٔ ۱۳ آوریل ۱۹۷۲) قایقران قایق بادبانی اهل پرتغال بود.